# Eduardo Alarcão
Eduardo Alarcão (10 de Janeiro de 1930 - Fevereiro de 2003), foi um pintor português.
A temática da sua obra, conta com mais de quinhentos trabalhos, e baseia-se nas ruas dos pópulos ou nos locais mais típicos de cidades, constituindo um retrato das tradições portuguesas numa vertente modernista. Recorria muitas vezes à distorção ou alongamento das formas, resultado de imensos estudos sobre diversos movimentos artísticos.
Entre 1978 e 1992 explorou intensamente o Naivísmo, trabalho que culminou na realização de Marchas Populares.
A UNICRE, em 2004, para relembrar o primeiro ano do falecimento de Eduardo Alarcão, apresentou uma edição serigráfica de cinquenta unidades, assinadas e autenticadas. 

## Algumas obras
- As meninas ao Ar
- Marchas Populares
- Santo André
- Terena
- Sedução
- Lisboa Nocturno
- Janela de Lisboa
- A Lota
- Amanhã
- O Banquete
- Ontem
- Hoje
- Os Cães
- Lapão
- Corrida de Cavalos
- Calipso
- Viagem
- Sonho Azul
- Diálogo
- Não Esqueço
- Largo dos Trigueiros
- Eléctrico da Graça
- Largo do Chiado
- Antenas de Lisboa
- Elevador do Lavra
- Rua das Madres
- Rua da Parreiras
- Calçada do Duque
- Largo da Trindade
- Nu
- Basílica da Estrela
- Nossa Senhora em Lágrimas
- Nossa Senhora e o Menino
- Maria Lisboa
- Frutos do Amor
- Memória de Braga